# ニカノル (バラクロスの父)
ニカノル（希：Nικάνωρ、ラテン文字転記：Nicanor、紀元前4世紀）は、マケドニア王ピリッポス2世の家臣であり、アレクサンドロス3世の側近護衛官で同王によってカリア太守に任じられたバラクロスの父である。おそらくこのニカノルは『モラリア』においてプルタルコスの伝えるピリッポス2世について逸話の中で言及されている者と同一人物である。

## 参考サイト
- William Smith, Dictionary of Greek and Roman Biography and Mythology